# Matthewina
Matthewina es un género de foraminífero bentónico de estatus incierto, aunque considerado perteneciente a la familia Endothyridae, de la superfamilia Endothyroidea, del suborden Fusulinina y del orden Fusulinida. Su especie tipo es Globigerina cambrica. Su rango cronoestratigráfico abarcaba el Cámbrico.

## Discusión
Clasificaciones más recientes hubiesen incluido Matthewina en el suborden Endothyrina, del orden Endothyrida, de la subclase Fusulinana de la clase Fusulinata.

## Clasificación
Matthewina incluía a la siguiente especie:
- Matthewina cambrica †